# 키리야마 코지
키리야마 코지(일본어: 桐山 光侍 기리야마 고지[*], 1968년 ~)는 일본의 만화가이다. 본명은 기리야마 고지(일본어: 桐山 浩二)로, 도쿄도 스기나미구 출신이다.

## 경력
1989년, 「주간 영 매거진」 (코단샤) 게재한 「지구 위의 여러 가지 당신!」(키리야마 코지 명의)으로 데뷔.
1991년, 「소년 선데이 증간」(쇼가쿠칸)에서 야구 만화 「전국 고시엔~구견사 전설~」을 연재.「주간 소년 선데이」(쇼가쿠칸) 33호에서 본지에 이적해, 다음 1992년 27호까지 연재.
1993년, 「주간 소년 점프」(집영사)에서 「NINKU-닌공-」를 연재 개시. 인기 작품이 되어, 1995년에는 TV 애니메이션화되어도 연재를 중단.월간 소년 점프(집영사)에서 단발의 닌공을 2회 그린 뒤 만화가 활동을 중단한다.
1993년, 「주간 소년 점프」(집영사)에서 「NINKU-닌공-」를 연재 개시. 인기 작품이 되어, 1995년에는 TV 애니메이션화되어도 연재를 중단.월간 소년 점프(집영사)에서 단발의 닌공을 2회 그린 뒤 만화가 활동을 중단한다.

## 인물
- 부모님이 토오쿠 지방 출신.
- 키는 183cm의 장신으로 얼굴은 'NINKU-닌공-'의 미인인 오렌지 다음을 닮았다.
- 스기나미구에서 태어나 현재는 도쿄의 시모마치에 살고 있다.
- 소년 야구에서는 왼손잡이였기 때문에 퍼스트를 지키고 있고 타순은 6번이었다.현재도 초야구팀에서 야구를 하고 있다.
- 2006년 3월 3일 송신분의 「울장 네비게이터」(음천)에 인터넷 라디오 첫출연을 완수했다.

## 여담
- 나루토의 작가 키시모토 마사시가 그의 만화 닌쿠에 큰 영향을 받으며 자랐다.

## 작품 목록
- 전국갑자원 ~ 구견사전설 ~ (전 6권)
- 12지 닌자군단 닌쿠 (전 9권)
- 닌쿠 세컨드 스테이지 (전 12권, 국내 미정발)
  - 주간 소년 점프 게재판 : 전 9권, 문고판 전 6권